# Apassionada
Apassionada  (Romanzo popolare) és un pel·lícula italiana dirigida per Mario Monicelli, estrenada el 1974. Ha estat doblada al català.
Es tracta d'una comèdia irònica i malenconiosa que es transforma en melodrama, que tracta de temes com el conflicte entre nord i sud, les diferències socials entre treballadors i patrons, l'emancipació de la dona, i la irrupció en la societat italiana de nous usos i costums. Gràcies a l'escenificació de Lorenzo Baraldi, la pel·lícula descriu eficaçment els ambients i les vestimentes dels anys 1960.

## Argument
Giulio Basletti és un obrer metal·lúrgic milanès, solter, fervent activista sindical i seguidor de Milà AC. Torna a veure després de disset anys Vincenzina, la filla d'un dels seus col·legues que ha emigrat des del sud, de la província d'Avellino a la Campània, que havia tingut en la pica baptismal. Després d'alguns mesos, es casen i porten al món un fill.
Giovanni és colpejat en una manifestació per un objecte de metall. El culpable és identificat com Salvatore Armetta, un veí i amic de Giulio. Va al bloc on resideix, per trobar una oposició ferma de Giulio i la indignació dels veïns. Més tard, Salvatore troba Giovanni, que ha oblidat i, a través de la passió comuna pel futbol, es converteix el seu amic i comença a anar a casa seva.
Quan un dol colpeix la família de Vincenzina, Giulio va a casa de la seva dona a la Campània pel funeral. Quan entra, obsessionat per la idea de l'engany, descobreix que els seus temors són fundats, quan sent un diàleg entre ella i Giovanni sense veure'ls. En el moment de les confessions de la seva esposa, intenta en principi controlar-se, i a punt per acceptar la moral moderna, a condició que aquesta infidelitat continuï sent secreta.
Rep no obstant això una carta anònima que denuncia aquest engany, que és doncs conegut a l'exterior. Fa fora teatralment dona i nen, prova de suïcidar-se amb gas, per canviar llavors d'idea i decidir venjar el seu honor. Arriba armat a casa de Giovanni, on Vincenzina s'acaba de refugiar. S'amaga amb el seu fill a la cambra de bany, ajudant en la discussió dels dos homes, quan Giovanni revela que és l'autor de la missiva, que degenera en una reivindicació de la seva propietat comuna. Indignada, s'escapa per la finestra abandonant-los tots dos per poder determinar el seu futur de manera autònoma.
Alguns anys més tard, Giulio està jubilat. Vincenzina és cap de departament i membre del comitè d'empresa a la indústria tèxtil. Només el seu fill els uneix encara. Pel que fa a Giovanni, ha estat transferit a una altra prefectura de policia i ha fundat una família. Finalment, Giulio prova una reconciliació que s'hauria de plasmar en una invitació a menjar.

## Repartiment
- Ugo Tognazzi: Giulio Basletti
- Ornella Muti: Vincenzina Rotunno
- Michele Placido: Giovanni Pizzullo
- Pippo Starnazza: Salvatore
- Nicolina Papetti: l'esposa de Salvatore
- Vincenzo Crocitti
- Alvaro Vitali

## Premis
- Premi David di Donatello al millor guió el 1975